# ألفرد إيفانز
ألفرد إيفانز (30 يناير 1884 بجنوب أفريقيا - 29 ديسمبر 1944 في المملكة المتحدة) (بالإنجليزية: Alfred Evans)‏ هو لاعب كريكت بريطاني (وحمل سابقاً جنسية المملكة المتحدة لبريطانيا العظمى وأيرلندا). لعب مع نادي مقاطعة هامبشاير للكريكت ‏.

## وصلات خارجية
- ألفرد إيفانز على موقع إي آس بي آن كريك إنفو (الإنجليزية)